# Distelzandvleugeltje
Het distelzandvleugeltje (Scrobipalpa acuminatella) is een minerende vlinder uit de familie van de tastermotten, de Gelechiidae. De spanwijdte van de vlinder bedraagt tussen de 10,5 en 14,5 millimeter, de rups wordt tot 10 millimeter lang. De vlinder komt verspreid over Europa voor. De soort overwintert met name als pop, er is echter ook melding gemaakt van overwintering als rups.

## Waardplanten
Het distelzandvleugeltje heeft vooral soorten distels en vederdistel als waardplanten, maar ook wegdistel, alsem, zaagblad en gezegende distel zijn gemeld. De eitjes worden gelegd op de hoofdnerf van een blad. Langs deze hoofdnerf wordt door de rups een mijn gemaakt. De rups verhuist enkele keren van blad.

## Voorkomen in Nederland en België
Het distelzandvleugeltje is in Nederland een vrij algemene en in België een zeldzame en lokale soort. De soort kent twee jaarlijkse generatie, die vliegen van april tot augustus.